# 外群

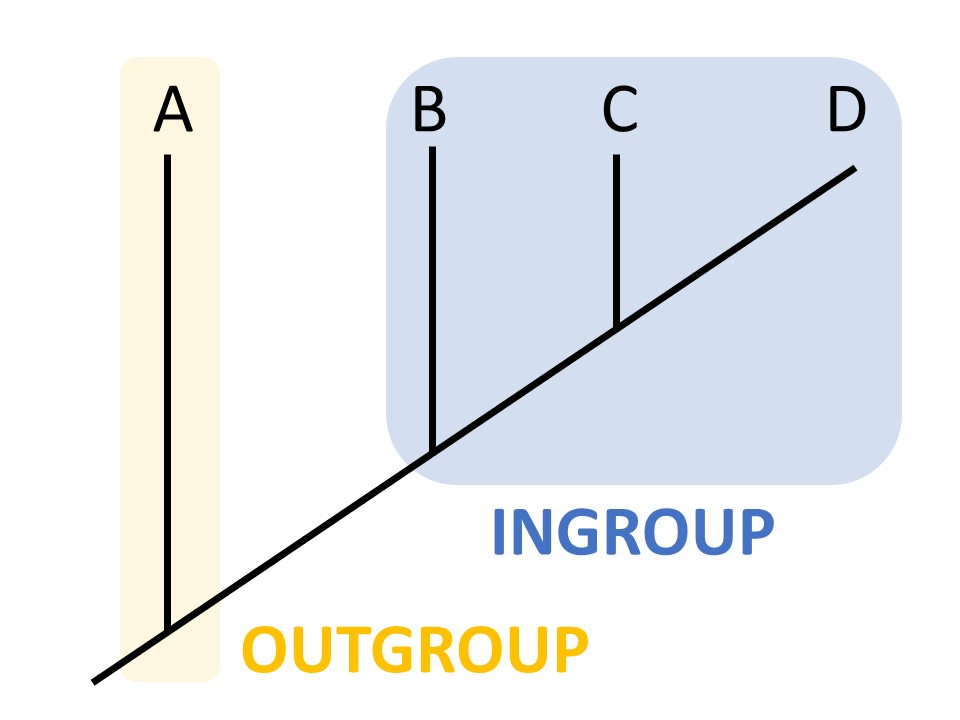
A即外群

外群（英语：Outgroup），或稱外類群，是一個分支系統學概念，指与所有近緣單系群（兩個及以上）關係都较远的類群（group），這意味著該群在演化過程中從母群分支出去的時間要早於其他群。
下面舉出一些例子，其外類群標示在右邊：
- 人屬、黑猩猩屬；大猩猩屬
- 真獸下綱、有袋下綱；單孔目
- 四足動物總綱、輻鰭魚綱；板鰓亞綱
- 脊索動物門、棘皮動物門；軟體動物門

## 例子
| 内群(Ingroup) | 外群(Outgroup) |
| ------------- | -------------- |
| 类人猿        | 长臂猿         |
| 胎盤動物      | 有袋類         |
| 脊索动物      | 棘皮动物       |
| 开花植物      | 裸子植物       |